# ФК ЕБ Стрејмур
ФК ЕБ Стрејмур је фудбалски клуб из Стрејмура са Фарских Острва. Клуб игра у Премијер лиги Фарских острва.

## Историја
ЕБ Стрејмур је основан 1993. године спајањем фудбалских клубова Еидис Болтфелаг и Стрејмура. Клуб је два пута освојио шампионат Фарских острва, четири пута куп и три пута Суперкуп.
Боје клуба су плава, бела и црна. Играју на стадиону Вид Маргауир, који има капацитет 1000 гледалаца.

## Трофеји
- Премијер лига Фарских острва:
  - Првак (1) :2008

- Куп Фарских острва:
  - Првак (3) :2007, 2008, 2010

## ЕБ Стрејмур у европским такмичењима
| Сезона   | Такмичење        | Ниво        | Држава     | Клуб           | Домаћин | Гост | Резултат | УЕФА поени |
| -------- | ---------------- | ----------- | ---------- | -------------- | ------- | ---- | -------- | ---------- |
| 2007/08. | УЕФА куп         | 1. коло     | Финска     | МиПа 47        | 1:1     | 0:1  | 1:2      | 0,5        |
| 2008/09. | УЕФА куп         | 1. коло     | Енглеска   | Манчестер Сити | 0:2     | 0:2  | 0:4      | 0,0        |
| 2009/10. | Лига шампиона    | 2. коло     | Кипар      | АПОЕЛ          | 0:2     | 0:3  | 0:5      | 0,0        |
| 2010/11. | УЕФА лига Европе | 1. коло кв. | Шведска    | Калмар         | 0:3     | 0:1  | 0:4      | 0,0        |
| 2011/12. | УЕФА лига Европе | 2. коло кв. | Азербејџан | Карабаг        | 1:1     | 0:0  | 1:1      | 1,0        |
| 2013/14. | Лига шампиона    | 1. коло кв  | Андора     | Луситанос      | 5:1     | 2:2  | 7:3      |            |
|          |                  | 2. коло кв. | Белорусија | Динамо Тбилиси | 1:3     | 1:6  | 2:9      |            |

Укупни УЕФА коефицијент је 1,5